# Affettato

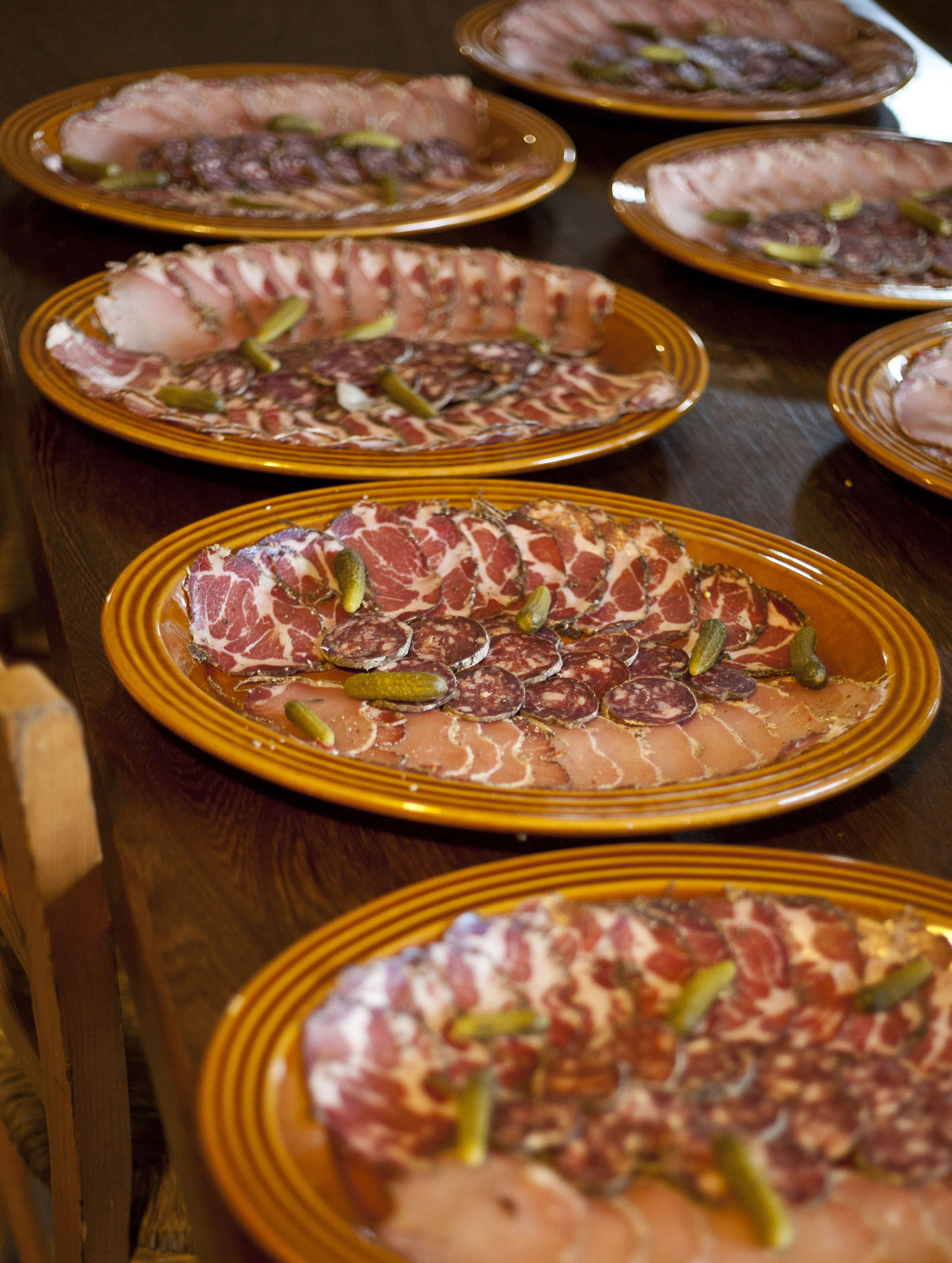
Piatti di affettati misti

Con il nome di affettato s'indica una pietanza (generalmente un antipasto, talvolta portata principale) costituita da salumi misti.
L'affettato non comprende generalmente salumi cotti; esso consiste soprattutto in prosciutto crudo, coppa, salame crudo; è spesso accompagnata da un condimento o da sottaceti (usanza criticata da alcuni esperti del settore). Ad essi si aggiungono specialità locali come, per esempio, la sopressa del Veneto, la finocchiona della Toscana, la salsiccia piccante della Campania, il ciauscolo delle Marche.
In tempi recenti, si è affiancato al tradizionale affettato di carne di maiale anche la versione di natura vegetale vegana.